# Gros Ventre

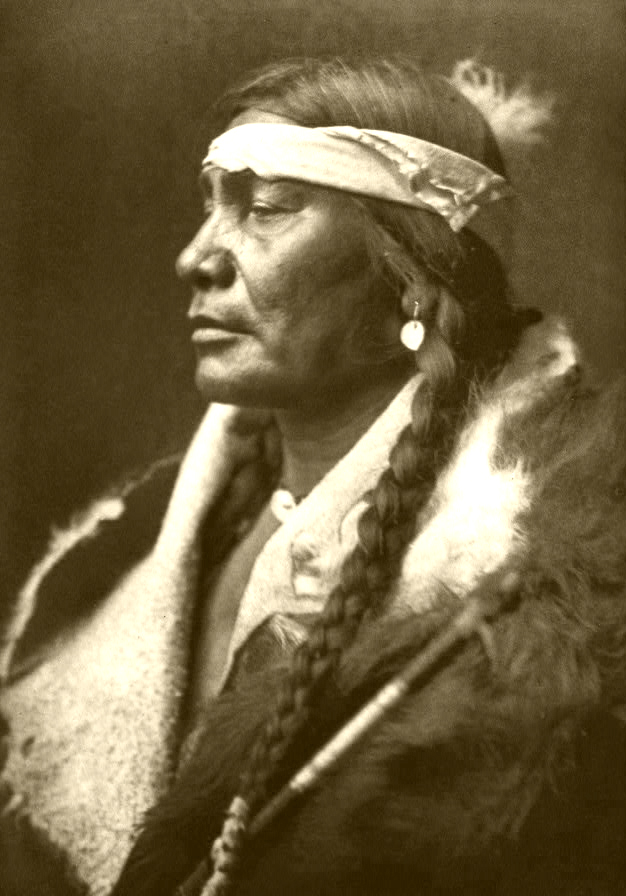
Un Gros Ventre

Gli Atsina sono una nazione di Nativi Americani stanziata nel Montana, impropriamente nota anche come Gros Ventre; il nome "Gros Ventre" (peraltro utilizzato anche per popoli assolutamente non imparentati con gli Atsina né, più in generale, con le stirpi Algonquian) deriva da un termine francese che significa "Grande Pancia". Attualmente si calcolano 3.682 individui appartenenti a questo popolo.

## Lingua
Gli Atsina parlavano l'Atsina. Questa lingua era affine alla lingua Arapaho, costituendo entrambe dialetti dell'originaria lingua comune, ed è oggi considerata una lingua morta in quanto l'ultimo locutore conosciuto è deceduto nel 1981

## Storia
Di stirpe Algonquian, gli Atsina (chiamati dai francofoni Gros Ventre, come anche gli Hidatsa di stirpe Siouan) erano originariamente uniti insieme agli Arapaho in un unico popolo. Verso il 1700 si allearono con la confederazione dei Nitsitapi (impropriamente chiamati Piedi Neri) che abitava più a nord. Gli Atsina vennero colpiti da molte malattie, soprattutto il vaiolo, portate dagli europei nei primi anni del XIX secolo. In epoca assai tarda, nel 1868, gli Atsina cambiarono alleanza, schierandosi a fianco dei Kootenai, di stirpe Kithunan Salish, dei Kenistenoag (frequentemente chiamati Creee, anch'essi di stirpe Algonquian e provenienti dalla regione superiore degli "Upper Lakes"), dei Siouan Absaroke e Assiniboin, coi quali ultimi accettarono di condividere la riserva, diventarono nemici dei Nitsitapi. In base al trattato del 1868 furono costretti a vivere nella riserva indiana di Fort Belknap, nel Montana.

## Economia
I Gros Ventre praticavano inizialmente la caccia ai bisonti. Qualora un uomo cavalcasse verso una mandria di bisonti e li spaventasse sarebbe stato trattato male per aver negato il cibo alla tribù. Attualmente questa tribù mantiene un'economia basata sull'agricoltura e sul commercio con le altre tribù.

## Religione
La religione dei Gros Ventre era molto simile a quella di altre tribù del Nordamerica. Praticavano varie danze tra cui la Danza del Vento e la Danza del Sole. Quest'ultima era praticata durante l'estate. La cerimonia si svolgeva intorno ad un albero sacro scelto apposta da uno sciamano. Durante questa cerimonia gli uomini erano soliti mettersi una penna tra i capelli.